# جولیو بالسترینی
جولیو بالسترینی (انگلیسی: Giulio Balestrini؛ ۱۹ ژوئیه ۱۹۰۷ – unknown) بازیکن فوتبال اهل ایتالیا بود.
از باشگاه‌هایی که در آن بازی کرده‌است می‌توان به باشگاه فوتبال لوگانو، باشگاه فوتبال اینتر میلان، باشگاه فوتبال آ.اس. رم، و باشگاه فوتبال مونتسا اشاره کرد.